# 詹姆斯·贝德福德
詹姆斯·海勒姆·貝德福德（英語：James Hiram Bedford，1893年4月20日—1967年1月12日）是加利福尼亚大学的一位心理学教授，他曾写了几本关于职业咨询的书。他是第一个法律上认定死亡后身体被冻存的人，他的身体现在还保留在阿爾科生命延續基金。人体冷冻領域人士將他冷冻保存的周年纪念日稱为“貝德福德日”。

## 人体冷冻法尸體保存
在1965年6月，Ev Cooper的生命延长社团(Life Extension Society LES)声称“該社团现在已经具备了短期紧急冷冻和储存大型恒温动物(人类)的基本设施。LES将免费为第一个渴望且需要低温保存的人提供冷藏服务。”贝德福德利用了这个机会并成为了他们的候选人。贝德福德患有肾癌，后来转移到肺部，而当时的条件无法治疗。贝德福德在他的遗嘱上留下100000美元用于人体冷冻研究，但贝德福德的妻子和儿子所使用的数额要超过这些，由于其他亲属的争论，而不得不捍卫他的意愿和他的冷冻保存。
由于癌症有关的自然原因，在贝德福德的遗体在他死后几个小时才被冷冻。他的遗体被 Robert Prehoda (1969年出版 《假死》 的作者) ，Dr. Dante Brunol (医生和生物物理学家) 和Robert Nelson（罗伯特·尼尔逊，加州人体冷冻法协会主席) 保存起来。尼尔逊后来写了一本关于这一主题的书，《我们冻结了第一个人》。与现代人体冷冻组织使用的技术相比，在贝德福德的案例中使用的冷冻保护剂是很原始的。他被注射二甲亚砜，这是一种被认为对于长期低温学有用的化合物，因此他的大脑是不太可能被很好地保存。那时玻璃化是不可能的，这进一步限制了贝德福德最终复苏的可能性。在他去世後，他的遗体在亚利桑那州凤凰城的Cryo-Care 中储存了两年，然后1969年被搬到加州的Galiso中。1973年贝德福德从Galiso中被搬到加州伯克利附近的Trans Time，直到1977年才被存储在贝德福德的儿子那里很多年。
贝德福德的遗体在南加州被家人保存在液氮中直到1982年，后来被搬到阿尔科生命延续基金，并在阿尔科的照顾下被保存到现在。在1991年5月，当他被调到一个新的存储杜瓦时，对他的身体状况进行了评价。审查员认为，“看起来在整个存储期间，他的外部温度一直保持在相对较低的低温温度。”

## 个人生活
贝德福德结过两次婚。他的第一任妻子安娜·钱德勒·赖斯，她和贝德福德1917年结婚，在结婚的同一年去世。1920年贝德福德娶了他的第二任妻子，Ruby McLagan。贝德福德和McLagan育有五个孩子：多丽丝，唐纳德，弗朗西斯，芭芭拉和诺曼。詹姆斯·贝德福德喜欢长途旅行和摄影。

## 出版书籍
- 《高中学生的职业兴趣》（Vocational interests of high-school students），加利福尼亚大学教育学院，职业教育司，1930年。
- 《青春和世界的工作：青年在现代世界的职业调整》（Youth and the world's work: Vocational adjustment of youth in the modern world），职业研究学会，1938年。
- 《职业中学学生的利益》（Vocational interests of secondary school students），职业研究学会，加州大学，1938年。
- 《职业探索：指导个人和职业的调整》（Occupational exploration: A guide to personal and occupational adjustment），职业研究学会，1941年。
- 《老兵和他未来的工作：一个老兵的指导书》（The veteran and his future job: A guide-book for the veteran），职业研究学会，1946年。
- 《你未来的工作：指导青年的个人和职业取向》（Your future job: A guide to personal and occupational orientation of youth），职业研究学会，1950年。
- 《你未来的工作：指导原子时代的青年的个人和职业取向》（Your future job: A guide to personal and occupational orientation of youth in the atomic age），职业研究学会，1956年。